# ملکه (دهستان)
 ملکه  به عربی ( المَلکَة ) دهستانی است در ناحیهٔ (قری بنی حشیش)، در عزلهٔ (الیمانیة العُلیا)، در شمال شرقی شهر صنعاء از توابع استان استان صَنعاء در کشور یمن در شبه جزیره عربستان.

## جمعیت
جمعیت این دهستان در حدود (۲۳ خانوار) و (۲۷۵۹) نفر می‌باشد. 

## روستاهای توابع
روستاهای توابع این دهستان عبارتند از:
- روستای الشرقیة
- روستای عُزلة السواء
- روستای الصافیة
- روستای الثمایتین

## منبع
- المقحفی، ابراهیم، احمد ، (مُعجَم المُدُن وَالقَبائِل الیَمَنِیَة) ، منشورات دار الحکمة، صنعاء، چاپ پنجم، وانتشار سال ۱۹۸۵ میلادی به (عربی).
- صنعانی، محمد بن یحیی بن عبدالله بن احمد، الیمانی. ، (اَلأنَباءَ عَن دُولةَ بَلقِیسَ وَ سَبأَ) ، منشورات دار الیمنیة للنشر والتوزیع، صنعاء، چاپ وانتشار سال ۱۹۸۴ میلادی به (عربی).